# Got Your Six
Got Your Six es el sexto álbum de la banda americana de heavy metal Five Finger Death Punch. Lanzado al mercado el 4 de septiembre de 2015 bajo el sello discográfico de Prospect Park, Got Your Six vendió 119 000 unidades tras su debut y logró posicionarse en el n.º 2 de Billboard 200.

## Antecedentes
En enero de 2015, la banda anunciaba el inicio del trabajo en estudio para escribir y grabar un nuevo álbum.
El 2 de mayo de 2015, publicaron el título del nuevo álbum: Got Your Six. El 19 de mayo de 2015, publicaron la portada del álbum, y anunciaron que este se estrenaría el 28 de agosto de 2015. Mostraban una prevista para su nuevo sencillo Jekyll and Hyde en un mensaje de vídeo especial.  También anunciaron las fechas de un tour por Norteamérica con Papa Roach, In This Moment, y From Ashes to New.
El batería, Jeremy Spencer, dijo del nuevo álbum: I'm digging it, man. It's actually more brutal, with more extreme dynamics. There are some really mellow parts and then some really brutal parts. So we're running the whole gamut of sounds.

## Lista de canciones
| Standard edition |                        |          |  |
| N.º              | Título                 | Duración |  |
| 1.               | «Got Your Six»         | 2:58     |  |
| 2.               | «Jekyll and Hyde»      | 3:26     |  |
| 3.               | «Wash It All Away»     | 3:45     |  |
| 4.               | «Ain't My Last Dance»  | 3:29     |  |
| 5.               | «My Nemesis»           | 3:35     |  |
| 6.               | «No Sudden Movement»   | 3:21     |  |
| 7.               | «Question Everything»  | 5:05     |  |
| 8.               | «Hell to Pay»          | 3:07     |  |
| 9.               | «Digging My Own Grave» | 3:47     |  |
| 10.              | «Meet My Maker»        | 3:00     |  |
| 11.              | «Boots and Blood»      | 2:45     |  |

| Deluxe edition |                                              |          |  |
| N.º            | Título                                       | Duración |  |
| 12.            | «You're Not My Kind»                         | 3:21     |  |
| 13.            | «This is My War»                             | 2:55     |  |
| 14.            | «I Apologize»                                | 4:03     |  |
| 15.            | «Jekyll and Hyde» (voicemail) (hidden track) | 0:39     |  |

## Formación
- Ivan Moody - Vocalista
- Zoltan Bathory - Guitarra
- Jason Hook - Guitarra Secundaria
- Chris Kael - Bajo
- Jeremy Spencer - Batería